# Conservatoire botanique national
Pour les articles homonymes, voir CBN.
En France, un conservatoire botanique national, abrégé par le sigle CBN, est un conservatoire botanique agréé par le ministère chargé de la protection de la nature pour une zone géographique donnée. Cet agrément a été rendu possible en 1988. Les organismes ainsi agréés ont un caractère scientifique et sont spécialisés dans la connaissance et la conservation des plantes sauvages menacées sur le territoire national. En 2004, leurs missions ont été étendues officiellement à la connaissance de l'ensemble de la flore sauvage et des habitats naturels, ainsi qu'à la conservation des habitats naturels. Ils sont regroupés par la Fédération des conservatoires botaniques nationaux. Depuis, le 1er janvier 2017, la coordination technique des CBN est assurée par la nouvelle Agence française pour la biodiversité.

## Historique
- 1975 : Création, avec l'appui du ministère de l'Environnement, du Conservatoire botanique de Brest, premier établissement dans le monde entièrement consacré à la préservation de la flore.
- 1976 : Loi du 10 juillet 1976 sur la protection de la nature
- 1977-1980 : Création des Conservatoires botaniques de Porquerolles et de Nancy
- 1988 : Décret du 12 avril 1988 instituant les « conservatoires botaniques nationaux » (article R.214-1 et suivants du code rural)
- 1999 : Arrêté ministériel du Ministère chargé de la protection de la nature approuvant les statuts de la Fédération des Conservatoires botaniques nationaux
- 2004 : Décret du 8 juillet 2004 étendant les missions des conservatoires botaniques nationaux à la connaissance de l'ensemble de flore (antérieurement flore rare et menacée) ainsi qu'à la connaissance et la conservation des habitats naturels
- 2010 : Loi du 12 juillet 2010 portant engagement national pour l'environnement dite "loi Grenelle 2" comprenant l'inscription de la mission des conservatoires botaniques nationaux et de leur fédération au niveau législatif (article L.414-10 du code de l'environnement)
- 2016 : Loi du 8 août 2016 pour la reconquête de la biodiversité (article 21), de la nature et des paysages, comprenant le transfert de la mission de coordination technique des conservatoires botaniques nationaux à la nouvelle Agence française pour la biodiversité.

Les premiers ont été officialisés en 1990 ; en 2008, onze conservatoires couvraient 91 départements, la collectivité départementale de Mayotte et les îles Éparses de l'océan Indien. Des conservatoires botaniques dits « émergents » sont en cours de développement.
Chaque Conservatoire a émergé à partir d'initiatives locales qui lui ont donné une physionomie particulière. Ainsi les Conservatoires botaniques nationaux sont soit des établissements autonomes de statuts variés (différents types de syndicats mixtes : 5 CBN, associations : 3 CBN), soit des services d'établissements publics de l'État (Muséum national, Parc national : 2 CBN) ou de collectivités (1 CBN). Le financement est principalement assuré par les collectivités locales et l'État.
Depuis 2000, les conservatoires botaniques nationaux agréés sont regroupés dans la Fédération des conservatoires botaniques nationaux.
L'article L.414-10 du code de l’environnement défini les conservatoires botaniques nationaux comme "des personnes morales publiques ou privées, sans but lucratif, agréées par l'Etat, qui exercent une mission de service public.
Ils contribuent, dans le respect des politiques conduites par l’État, les collectivités territoriales ou leurs groupements, et chacun sur une partie déterminée du territoire national, à la connaissance et à la conservation de la nature dans les domaines de la flore sauvage et des habitats naturels et semi-naturels.
Ils participent à l'élaboration et à la mise en œuvre de l'inventaire du patrimoine naturel et procèdent à l'identification et à la conservation des éléments rares et menacés. Ils prêtent leur concours scientifique et technique à l’État, aux établissements publics, aux collectivités territoriales ainsi qu'aux opérateurs qu'ils ont mandatés. Ils informent et sensibilisent le public.
Ils assurent l'accès aux données recueillies à toute personne qui en fait la demande dans les conditions prévues au chapitre IV du titre II du livre Ier dans la mesure compatible avec le respect des habitats et des espèces et moyennant, le cas échéant, une contribution financière."
L'article D. 416-1 précise que "peuvent être agréés en tant que conservatoires botaniques nationaux les établissements qui exercent sur un territoire déterminé les missions suivantes :
1. La connaissance de l'état et de l'évolution, appréciés selon des méthodes scientifiques, de la flore sauvage et des habitats naturels et semi-naturels. Cette mission comporte la mise à la disposition de l'État, de ses établissements publics, des collectivités territoriales et de leurs groupements des informations nécessaires à la mise en œuvre des politiques nationales et régionales de protection de la nature.
2. L'identification et la conservation des éléments rares et menacés de la flore sauvage et des habitats naturels et semi-naturels.
3. La fourniture à l'État, à ses établissements publics, aux collectivités territoriales et à leurs groupements, dans leurs domaines respectifs de compétences, d'un concours technique et scientifique pouvant prendre la forme de missions d'expertise en matière de flore sauvage et d'habitats naturels et semi-naturels.
4. L'information et l'éducation du public à la connaissance et à la préservation de la diversité végétale."

Les CBN sont agréés par le Ministre chargé de la protection de la nature, sur la base d'un cahier des charges national, pour une durée renouvelable de cinq ans, après avis de la Commission des conservatoires botaniques nationaux.
Le contrôle de l'activité s’effectue annuellement, sur la base du rapport d’activité et du programme prévisionnel, par l'instance d'administration du conservatoire et par le comité scientifique, et tous les cinq ans par la Commission des CBN.
L'agrément est accordé pour 10 ans, par arrêté ministériel et un bilan à mi-parcours est adressé par le CBN au ministre chargé de la protection de la nature (qui peut demander la révision du projet d'établissement).

## Missions, domaines d'activités et activités
Sous l'égide du Ministère de la Transition écologique et du Conseil national de protection de la nature, les conservatoires botaniques nationaux, en lien avec l’Office français de la biodiversité s'inscrivent dans le service public de l’environnement en France
- En 2021, un décret[3] détaille les cinq grandes missions d’intérêt général des CBN :

1. Développement de la connaissance (flore + fonge ; végétations et habitats, aux échelles territoriales, nationales et biogéographiques) ;
2. Gestion, diffusion et valorisation de données sur la flore, la fonge, les végétations et les habitats ;
3. Contribution à la gestion conservatoire de la flore, de la fonge, des ressources phytogénétiques sauvages, des végétations, des habitats et des espaces, et à la restauration écologique ;
4. appui à l’élaboration et à la mise en œuvre des politiques publiques et de la réglementation aux échelles territoriale, nationale et européenne ;
5. Communication, sensibilisation et mobilisation des acteurs ;

- Un Arrêté ministériel[2], a modifié le cahier des charges, et apporte de nouvelles exigences dans les conditions d'agrément des CBN (qui dataient de 1996).

Détail des Missions (par domaines d'activités et par activités) :

### Développement de la connaissance

#### Inventaire, cartographie, et surveillance de la flore sauvage, de la fonge, des végétations et des habitats
Les CBN contribuent à animer un réseau de correspondants sur ces thèmes, à l'échelle de leur territoire d'agrément ;
à réaliser et mettre à jour l'inventaire de la flore sauvage, de la fonge, des végétations et des habitats (dans le cadre de l'inventaire national du patrimoine naturel, à l'échelle du territoire d'agrément et de secteurs spécifiques ou pour des besoins particuliers (ex : atlas de la biodiversité) ; réalise une veille documentaire, dépouille et analyse la bibliographie relatives à ces thèmes ; cartographie les végétations et les habitats, suit les espèces et habitats d'intérêt communautaire, l'apparition et de l'évolution des espèces exotiques envahissantes ; crée et sur des réseaux de suivis permanents de la flore, de la fonge, des végétations et des habitats.

#### Production de stratégies, de méthodes et protocoles
Les CBN co-élaborent et animent des stratégies nationale et territoriale et participent à des réseaux thématiques relatifs à la connaissance et la conservation de la flore, de la fonge, des végétations et des habitats ; ils développement et valident des méthodes et protocoles d'acquisition de données sur ces sujets et sur l'état de conservation de la flore, de la fonge, des végétations et des habitats, tout en rassemblant des données sur la biologie des espèces et leurs capacités de résilience.

#### Amélioration et structuration des connaissances (dont pour la Recherche)
les CBN développement des connaissances taxonomiques et des référentiels pour la flore, la fonge, les végétations (dont unités paysagères) et les habitats (dont interprétation des habitats d'intérêt communautaire) ; produisent et mettent à jour de bases de connaissance (bioévaluation, statuts, écologie, traits de vie…) ; ils assurent une veille scientifique, sont en relations avec les universités et instituts de recherche pour impulser les travaux de recherche académique nécessaire à l'amélioration des connaissances sur la conservation, la restauration écologique, les savoirs locaux et les pratiques et pour participer à la mise en œuvre de programmes de recherche en vue d'une amélioration des connaissances (biologie des espèces, écologie fonctionnelle, outils moléculaires, sciences de la végétation…) et de la surveillance (changements globaux…).

#### Gestion des collections et fonds documentaires

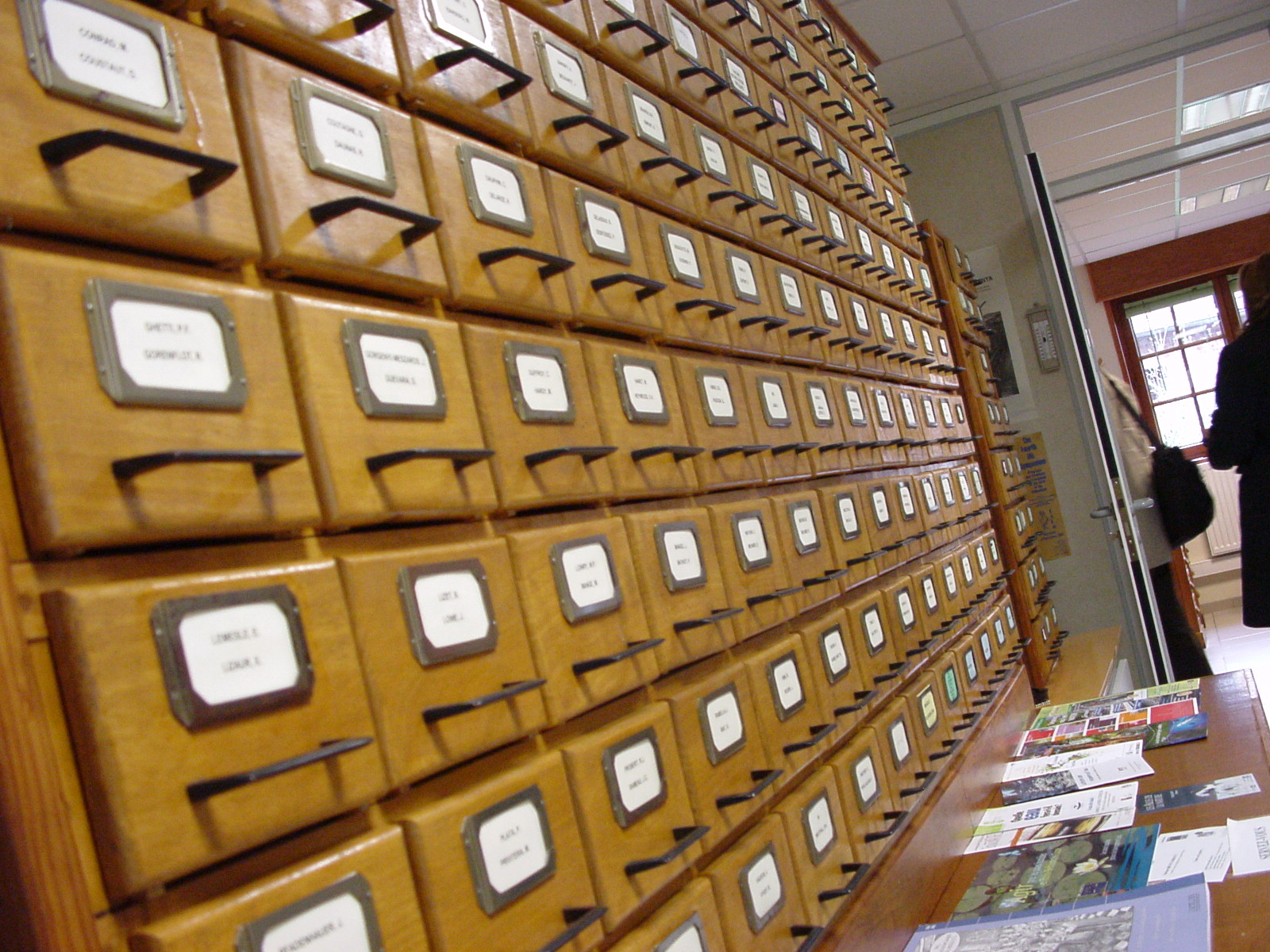
Les CBN (ici le CBNBL de Bailleul) abritent un important fonds documentaire spécialisé, régulièrement mis à jour

Les CBN gèrent une collection d'herbiers de référence (un par territoire d'agrément), un fonds documentaire et iconographique (incluant des données historiques d'intérêt territorial, national et international).

### Gestion, diffusion et valorisation de données

#### Gouvernance et développement d'outils
Les CBN participent aux instances stratégiques et techniques de mise en place du système d'information sur la biodiversité et les plateformes nationale et régionales du système d'information de l'inventaire du patrimoine naturel. Ils animent et administrent des plateformes régionales du système d'information de l'inventaire du patrimoine naturel ; ils développent et gèrent un système d'information (SI) flore, fonge, végétations et habitats qui contribue aussi à l'inventaire national du patrimoine naturel, avec des applications spécifiques pour la collecte, la gestion, la validation, l'analyse ou la diffusion des informations, ainsi qu'un système de contrôle et de validation scientifique des données (voir ci-dessous).

#### Gestion et validation de données
Les CBN co-organisent la validation scientifique des données et des productions cartographiques faites à partir du système d'information flore, fonge, végétations et habitats ; ils contribuent à l'élaboration, la gestion et la mise à jour des distributions de référence des espèces de flore, de fonge, des végétations et des habitats aux échelles infrarégionale, régionale, suprarégionale, nationale et supranationale ; ils valident scientifiquement les données d'occurrence et de productions cartographiques compilées en dehors du système d'information du conservatoire botanique national.

#### Partage et diffusion des données
Les CBN valident et transmettent leurs données (celles du système d'information flore, fonge, végétations et habitats du conservatoire botanique national) vers les dispositifs du système d'information de l'inventaire du patrimoine naturel ;

#### Valorisation et publications scientifiques
Les CBN analysent et exploitent les données en réponse à des demandes spécifiques ; élaborent des indicateurs qui alimenteront les observatoires régionaux de la biodiversité et l'Observatoire national de la biodiversité. Les CBN rédigent publient et mettent à jour les atlas, guides ou autres synthèse sur la flore, la fonge, les végétations et les habitats ; Ils valorisent aussi leurs herbiers et leurs fonds documentaires (auprès des scientifiques notamment).

### Contribution à la gestion conservatoire de la flore, de la fonge, des ressources phytogénétiques sauvages, des végétations, des habitats et des espaces, et à la restauration écologique

#### Accompagnement des opérations de conservation et de restauration in situ
Les CBN animent et alimentent un réseau d'acteurs travaillant à la conservation de la flore, de la fonge, des végétations et des habitats, pour la restauration écologique (y compris pour la marque « Végétal local ») et sur les espèces exotiques envahissantes ; ils aident à mettre en place des mesures réglementaires et contractuelles, des plans de gestion pour la conservation de la flore et des habitats dans les espaces naturels et semi-naturels (réseau Natura 2000, aires naturelles protégés ou gérés, mesures agro-environnementales et climatiques…) ; ils aident les gestionnaires d'espaces à hiérarchiser les enjeux, la bioévaluation, pour le suivi, la gestion des espèces végétales, y compris les espèces exotiques envahissantes et des habitats naturels et semi-naturels, pour l'élaboration de la cartographie des habitats naturels et semi-naturels ;
Ils suivent des opérations de renforcement de populations, d'introduction et de réintroduction d'espèces végétales protégées et évaluation de ces opérations ;
- encadrement, accompagnement et évaluation d'opérations de restauration et de végétalisation avec des végétaux sauvages d'origine locale[2] ;
- initiation, mise en œuvre et suivi d'actions courantes de conservation in situ ;
- développement d'outils pour la préservation ou la restauration des infrastructures agroécologiques (en particulier pour les prairies)[2] ;
- contribution aux centres de ressources nationaux et régionaux (trame verte et bleue, génie écologique, espèces exotiques envahissantes, milieux humides, séquence éviter-réduire-compenser…)[2].

#### Développement d'actions pour la conservation ex situ

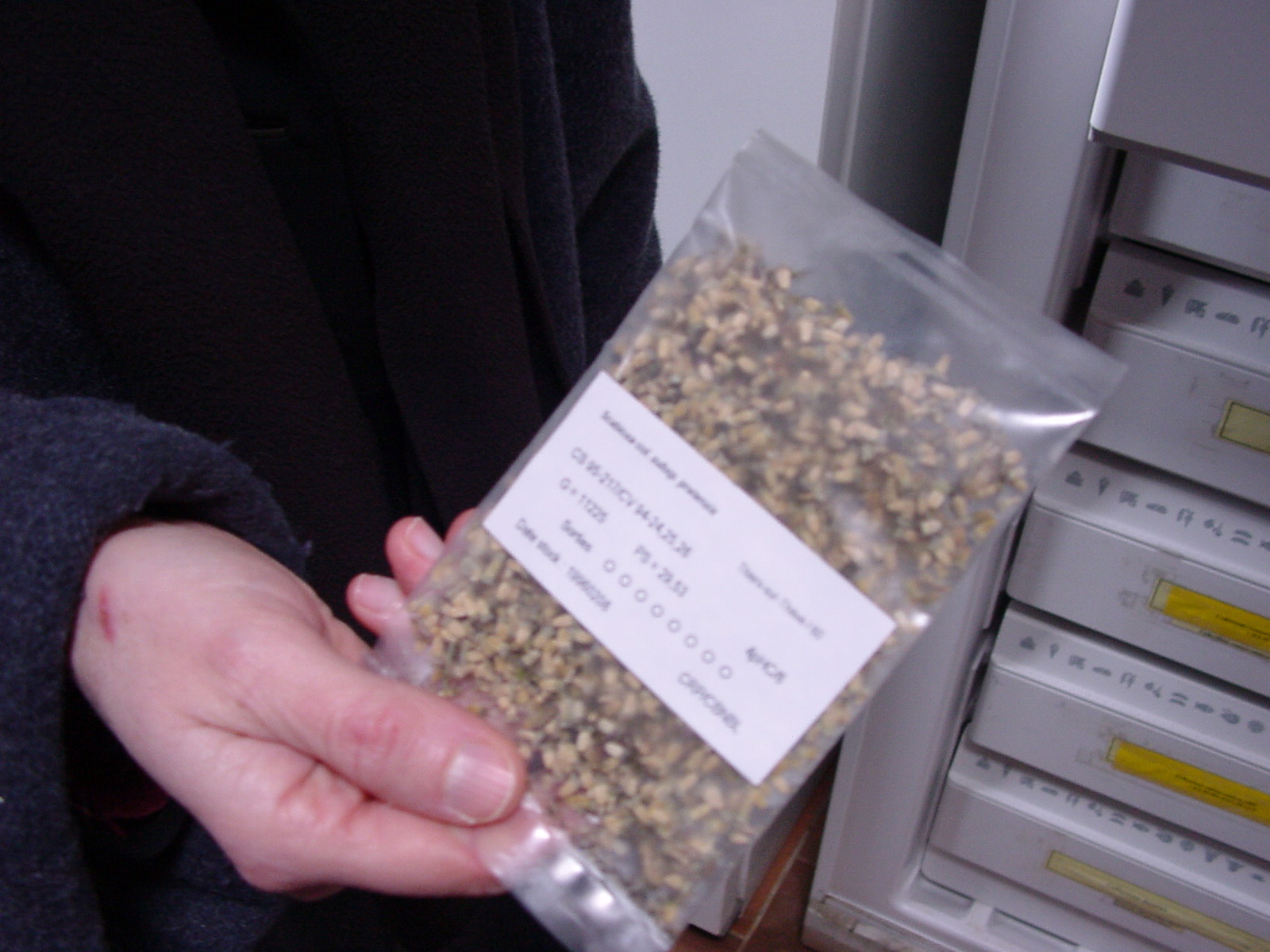
Collecter, et conserver des semences de plantes menacées est l'une des missions des CBN

Le CBN collectent et conservent des matériels végétaux (semences et plants) et fongiques à moyen et long termes pour les espèces au bord de l'extinction, menacées ou patrimoniales sur le territoire d'agrément ; ils produisent de l'information sur la germination de ces espèces et maintiennent des équipements pour la conservation ex situ.

### Appui à l'élaboration et à la mise en œuvre des politiques publiques et de la réglementation aux échelles territoriale, nationale et européenne

#### Appui aux services de l'État et des collectivités
Les CBN contribuent aux actions suivantes :
- élaboration et animation de stratégies nationale et territoriale de conservation de la flore, de la fonge, de leurs ressources génétiques, des végétations et des habitats ou relatives aux espèces exotiques envahissantes ;
- hiérarchisation et priorisation des enjeux de conservation à différentes échelles géographiques ;
- appui aux collectivités et services de l'État pour la mise en œuvre des politiques publiques d'aménagement du territoire et de protection de la nature, à travers notamment le porter à connaissance sur les enjeux de biodiversité ;
- soutien aux activités des collectivités locales visant à la connaissance, la protection et à la valorisation du patrimoine floristique (Atlas de la biodiversité communale, Contrat transition écologie, Territoire engagé pour la nature…) ;
- aide à la définition de territoires remarquables ;
- appui aux services de l'État sur l'inventaire permanent et continu des zones naturelles d'intérêt écologique, faunistique et floristique en tant que partie prenante des secrétariats scientifiques et techniques ;
- appui sur la revégétalisation et la restauration écologique dans les projets d'aménagement.

#### Bioévaluation et rapportages pour les directives et règlements européens
Les CBN contribuent à l'évaluation de l'état de conservation de la flore, de la fonge, des végétations et des habitats (dans le cadre des listes rouges notamment) ; à l'évaluation de l'état de conservation des espèces et des habitats d'intérêt communautaire (rapportage au titre de la directive 92/43/CEE du Conseil du 21 mai 1992 concernant la conservation des habitats naturels ainsi que des espèces de la faune et de la flore sauvages) et à l'évaluations nécessaires à la mise en œuvre du règlement (UE) 1143/2014 du Parlement européen et du Conseil du 22 octobre 2014 relatif à la prévention et à la gestion de l'introduction et de la propagation des espèces exotiques envahissantes, de la stratégie nationale et du plan d'action relatifs aux espèces exotiques envahissantes ;

#### Appui à la réglementation
Les CBN contribuent à l'élaboration de la réglementation sur les espèces de flore et de fonge (espèces protégées - strictes et cueillette - espèces végétales exotiques envahissantes) et sur les végétations et habitats ;
Ils rédigent, mettent en oeuvre et animent les plans nationaux ou régionaux de restauration et de conservation relatifs aux espèces végétales nécessitant des actions renforcées de protection, ainsi que les plans de lutte et des stratégies nationales et régionales de gestion des espèces exotiques envahissantes.

#### Avis techniques
les CBN fournissent des avis aux services de l'Etat à propos de l'élaboration et les révisions des listes d'espèces végétales et fongiques protégées, et sur les dossiers d'évaluation des impacts et incidences de projets, à effets notables, sur les demandes de dérogation au titre de l'article L. 411-2 du code de l'environnement, sur l'état de conservation des espèces et habitats d'intérêt communautaire ou national, sur l'état initial réalisé par le maître d'ouvrage et sur la pertinence des mesures d'évitement, de réduction ou de compensation d'impact proposées vis-à-vis des exigences écologiques et des enjeux de conservation de ces espèces et habitats.

#### Appui à la police de l'environnement
- Les CBN apportent leur expertise aux services de police de la nature (constat de destruction d'espèces protégées, de destruction de zones humides, contre-expertises, assistance à la rédaction d'arrêtés préfectoraux autorisant des aménagements impactant la flore, les habitats et la végétation…)[2].

### Communication, sensibilisation et mobilisation des acteurs
A l'attention des citoyens et professionnels, les CBN produisent des brochures, guide, flyers, des sites web dédiés, des plaquettes et vidéos.
Ils participent à des réseaux de sensibilisation et d'éducation à l'environnement et au développement durable s(hors labellisation spécifique) à destination du grand public notamment via des moyens divers (périodiques papier ou numérique, newsletter, site internet, réseaux sociaux…) ou lors de manifestations à caractère scientifique (journées du patrimoine, fête de la science…) ; ils contribuent à la mobilisation des citoyens et à la connaissance (liée à la flore, aux habitats naturels…) via des programmes de médiation scientifique ou de sciences participatives ;
- gestion ou implication dans des infrastructures d'accueil du public (jardin botanique, muséum local, centre d'interprétation) ;
- conseil auprès des structures chargées de missions d'information, de sensibilisation et d'éducation à l'environnement sur leur territoire d'agrément ;
- communications scientifiques à l‘occasion de colloques et séminaires. Organisation de colloques et séminaires ou participation avec communication scientifique et technique ;
- valorisation des productions auprès de la communauté scientifique et naturaliste à travers le développement de publications scientifiques ;

#### Formation initiale et professionnelle
Les CBN y contribuent via :
- une production d'outils d'aide à l'identification et à la gestion des espèces, de végétations et d'habitats ;
- des participations ou mises en place de formations sur les espèces végétales et de fonge, des végétations et des habitats naturels et semi-naturels, les problématiques de gestion, la restauration écologique… ;
- des actions pédagogiques ou de formation initiale vers les scolaires, grand public, étudiants (en régie ou par délégation auprès d'autres organismes) ;
- une relation avec les organismes professionnels de formation pour impulser la formation sur la thématique flore, fonge, végétations et des habitats, les problématiques de gestion, la restauration écologique…

### Cahier des charges
Selon la dernière version (18 février 2022 du cahier des charges, les CBN doivent répondre à certains conditions de Gouvernance (Pilotage et organisation, visant à réaliser un projet d'établissement mis à jour tous les 5 ou 10 ans.

#### Projet d'établissement
Il comprend un volet organisationnel et une partie scientifique et technique présentant les objectifs (de portées géographiques cohérente au territoire d'agrément et à des échelles variées : infrarégionale, régionale, suprarégionale, nationale ou supranationale) ; des indicateurs ; une structuration en programmes ou projets thématiques. Il est élaboré en concertation avec les membres de son instance de gouvernance, les directions régionales de l'aménagement, de l'environnement et du logement et celles de l'Office français de la biodiversité, et en tant que de besoin, les collectivités territoriales et les autres partenaires du conservatoire botanique national ; validé par le conseil scientifique du CBN.

Le Projet d'établissement décrit :
- les partenariats financiers qui permettront au CBN de remplir ses missions, « fait état des orientations programmatiques pluriannuelles de l'établissement, discutées avec ses différents partenaires financiers, qui peuvent se réunir sous forme d'un comité des financeurs. Dans le cas d'un renouvellement d'agrément, il décrit les changements souhaités ou réalisés sur ces partenariats financiers ».
- les partenariats scientifiques et techniques prévus avec des établissements ou structures de recherche, des gestionnaires d'espaces naturels, des associations, des jardins botaniques, et des sociétés savantes. Ils font l'objet d'une programmation annuelle

Un rapport d'activités et un tableau de bord d'indicateurs de résultats sont réalisés et mis à jour annuellement.

## Conseil scientifique
Chaque CBN dispose d'un conseil scientifique (dont il assure le secrétariat et qui est décrit dans le projet d'établissement). Il est composé de représentants d'organismes de recherche et de personnalités qualifiées dans les différents domaines d'activités du conservatoire. Doté a minima de quinze membres ; il se réunit au moins une fois par an et en présence de représentants de la (ou des) direction(s) régionale(s) de l'environnement, de l'aménagement et du logement et des collectivités territoriales concernées par le territoire d'agrément (à savoir les régions, la collectivité de Corse, le Département de Mayotte), ainsi que de la (ou des) direction(s) régionale(s) de l'Office français de la biodiversité assistent aux réunions du conseil scientifique.
Il se prononce sur le projet d'établissement, sur les rapports d'activités et sur le bilan synthétique à mi-parcours.

Il peut être sollicité pour donner son avis sur les programmes, projets thématiques ou tout autre sujet scientifique en lien avec les domaines d'activités du conservatoire botanique national.

Il peut également s'autosaisir de sujets sur lesquels ils souhaite donner son avis.
Ses réunions font l'objet d'un compte rendu envoyé à ses membres ainsi qu'au ministère chargé de la protection de la nature. Toute modification dans la composition du comité scientifique pendant la durée d'agrément est portée à la connaissance du ministère chargé de la protection de la nature.

## Insertion des CBN dans un "réseau des conservatoires botaniques nationaux"
Chaque CBN contribue aux instances liées au réseau national des conservatoires botaniques nationaux, réseau coordonné par l'Office français de la biodiversité et couvrant le territoire métropolitain et ultra-marin. Les bases scientifiques et techniques sont communes et les missions sont conjointes ou complémentaires.
La coordination nationale du réseau s'appuie sur :
- Un Conseil des conservatoires botaniques nationaux, composé pour chaque conservatoire botanique national :

- d'une personne désignée au sein de ses instances de gouvernance ou de son représentant ;
- du directeur général de l'Office français de la biodiversité ou de son représentant ;
- du directeur de l'eau et de la biodiversité du ministère chargé de la protection de la nature, ou de son représentant ; il s'assure que la coordination technique est exercée conformément aux articles L. 131-9 et L. 414-10 du code de l'environnement et fait connaître la position du ministère sur les questions examinées par le conseil ;
- du président du Conseil national de la protection de la nature ou de son représentant ;
- d'un représentant des directions régionales de l'environnement, de l'aménagement et du logement, ou de son suppléant, choisi parmi les agents exerçant le suivi d'un conservatoire botanique national ; il apporte l'expérience et l'expression des besoins des services déconcentrés de l'Etat dans la mise en œuvre des actions à l'échelle des territoires ;
- d'un représentant des directions régionales de l'Office français de la biodiversité, ou de son suppléant ; il apporte l'expérience et l'expression des besoins des services territoriaux de l'office.
Ce conseil s'exprime « sur les orientations stratégiques et les priorités d'actions collectives des conservatoires botaniques nationaux ».
- un comité des directions, qui, quatre fois par an, rassemble les directeurs des conservatoires botanique nationaux, le directeur général de l'Office français de la biodiversité (qui peuvent s'y faire représenter), pour définir les actions et préciser le calendrier de réalisation, selon les orientations et priorités proposées par le conseil, et en assurer le suivi opérationnel.
- des réseaux thématiques pérennes (ou des groupes de travail temporaires créés par le comité des directions selon les orientations stratégiques et les priorités d'actions définies par le conseil). Chaque réseau a un animateur ou un binôme d'animateurs.

## Critères d'agrément

### Compétences et organisation
- le conservatoire botanique national dispose d'une équipe possédant des compétences[2] :
- scientifiques et techniques : en botanique, phytosociologie, écologie végétale, biologie de la conservation de la flore et de la végétation, invasions biologiques, écologie de la restauration, gestion et traitement des données et de l'information géographique, gestion documentaire, communication ;
- administratives et financières : en administration, gestion des ressources humaines, comptabilité, recherches de financements ;
- il dispose de compétences internes ou mobilise des compétences externes en mycologie, lichénologie, algologie, génétiques, ressources génétiques, ethnobotanique et autres compétences en sciences humaines ;
- il est en capacité d'animer un réseau d'acteurs sur la totalité de son territoire d'agrément et sur différents groupes taxinomiques en complémentarité avec les acteurs publics et associatifs du territoire ;
- il gère un fonds documentaire et un herbier de référence progressivement intégré à son système d'information géolocalisée en lien avec le dispositif national et collaboratif des herbiers ;
- il dispose d'un système d'information qui lui confère une bonne connaissance des espèces, des végétations et des habitats sur l'ensemble de son territoire d'agrément ;
- il dispose d'une organisation, propre ou partagée, pour la conservation ex situ ;
- il dispose de compétences de formation, de sensibilisation et de mobilisation des acteurs ;
- il assure un suivi analytique de son activité permettant un suivi des financements par nature de mission ;
- il s'appuie sur des compétences scientifiques externes mobilisées au sein d'un conseil scientifique ;
- il se conforme aux stratégies et schémas nationaux et régionaux établis dans le champ de ses missions, qu'il participe, le cas échéant, à établir en coordination avec les autres conservatoires botaniques nationaux, notamment ceux dont le territoire d'agrément est limitrophe.

### Conformités
Chaque conservatoire botanique national se conforme au code de la nomenclature botanique et au référentiel taxinomique et nomenclatural national Taxref (auquel les conservatoires botaniques nationaux contribuent) ; aux méthodes de la phytosociologie, et au code de la nomenclature phytosociologique (ICPN) ; au prodrome des végétations de France (pour l'étude des végétations) ; aux codes typologiques retenus pour les habitats au niveau européen ou national (diffusés dans HabRef) ; aux méthodes, protocoles et guides, qu'il participe à établir et qui sont validés, référencés et publiés au niveau national ou international.
Il se conforme aussi au schéma national des données du système d'information sur la biodiversité et du schéma des données du système d'information de l'inventaire du patrimoine naturel et utilise les productions des groupes de travail disponibles sur le site de NatureFrance, en cohérence avec l'habilitation des plateformes régionales du système d'information de l'inventaire du patrimoine naturel, pour lesquelles il constitue le référent pour la flore, la fonge, les végétations et les habitats naturels :
- - il intègre les données des producteurs de données de son territoire d'agrément en leur apportant des outils et services ;
- - il s'assure de la production, de la gestion et de la mise à disposition des métadonnées ;
- - il gère des attributs correspondant à ceux des standards et prend en compte les référentiels utilisés dans le système d'information sur la biodiversité ;
- - il participe à la gouvernance des plateformes régionales de son territoire d'agrément et permet l'échange régulier de données avec ces plateformes et la plateforme nationale ;
- - il respecte les conditions de gestion, de communication et de diffusion des données du système d'information sur la biodiversité et fait part de son expérience pour éclairer les orientations définies au niveau national ;
- - il s'assure de la traçabilité des données en lien avec les producteurs de données ;
- - il organise et met en œuvre le contrôle et la validation scientifique des données et formalise les règles de validation dans un protocole.

## Les conservatoires botaniques nationaux
Liste des Conservatoires botaniques agréés par le Ministère chargé de l'environnement :
- Conservatoire botanique national alpin, créé en 1984 (syndicat mixte), agréé en 1993
  - Territoire d'agrément : Rhône-Alpes (Ain, Drôme, Isère, Savoie, Haute-Savoie), Provence-Alpes-Côte d'Azur (Alpes-de-Haute-Provence, Hautes-Alpes). Ce conservatoire assure également la coordination biogéographique des actions des conservatoires botaniques nationaux pour le territoire du massif des Alpes
  - Site Web : Site CBN alpin
- Conservatoire botanique national de Bailleul, créé en 1987 (association), agréé en 1991,
  - Territoire d'agrément : Nord-Pas-de-Calais, Picardie, Haute-Normandie.
  - Site Web : Site CBN Bailleul.
- Conservatoire botanique national du Bassin parisien, créé en 1994 (service du Muséum national d'histoire naturelle), agréé en 1998.
  - Territoire d'agrément : Champagne-Ardenne, Bourgogne, Centre, Île-de-France.
  - Site Web : Site CBN Bassin parisien
- Conservatoire botanique national de Brest, créé en 1975 (syndicat mixte), agréé en 1990,
  - Territoire d'agrément : Bretagne, Basse-Normandie, Pays de la Loire.
  - Site Web : Site CBN Brest
- Conservatoire botanique national de Martinique, agréé en 2020
  - Site Web : Site CB Martinique
- Conservatoire botanique national de Mascarin, créé en 1987 (association), agréé en 1993
  - Territoire d'agrément : La Réunion, Collectivité départementale de Mayotte, îles Éparses de l'océan Indien.
  - Site Web : Site Mascarine
- Conservatoire botanique national du Massif Central, créé en 1996 (syndicat mixte), agréé en 1998
  - Territoire d'agrément : Nouvelle Aquitaine (Corrèze, Creuse et Haute-Vienne) Auvergne-Rhône-Alpes (Allier, Cantal, Haute-Loire, Puy-de-Dôme, Ardèche, Loire et Rhône). Ce conservatoire assure également la coordination biogéographique des actions des conservatoires botaniques nationaux pour le territoire du Massif central.
  - Site Web : Site CBN Massif central
- Conservatoire botanique national méditerranéen de Porquerolles, créé en 1979 (service du Parc national de Port-Cros), agréé en 1990
  - Territoire d'agrément : Languedoc-Roussillon, Provence-Alpes-Côte d'Azur (Alpes-Maritimes,Bouches-du-Rhône, Var, Vaucluse).
  - Site Web : Site CBN méditerranéen.
- Conservatoire botanique national des Pyrénées et de Midi-Pyrénées, créé en 1999 (syndicat mixte), agréé en 2001
  - Territoire d'agrément : Midi-Pyrénées, Aquitaine (Pyrénées-Atlantiques, dans la limite de la zone géographique du massif des Pyrénées. Ce conservatoire assure également la coordination biogéographique des actions des conservatoires botaniques nationaux pour le territoire du massif des Pyrénées.
  - Site Web : Site CBN Pyrénées et Midi-Pyrénées
- Conservatoire botanique national de Franche-Comté - Observatoire régional des Invertébrés (CBNFC-ORI). Initialement Conservatoire botanique de Franche-Comté créé en 2003 (association), il est agréé en 2007 pour devenir Conservatoire botanique national de Franche-Comté et élargit en 2011 son champ de compétences aux invertébrés (insectes et mollusques).
  - Zone de compétence : Franche-Comté. Ce Conservatoire est chargé de la connaissance et de la conservation de la flore et de l'entomofaune sauvage de Franche-Comté. Il est également référent sur son territoire pour la stratégie de lutte contre les espèces exotiques envahissantes. Ce conservatoire assure également la coordination biogéographique des actions des conservatoires botaniques nationaux pour le territoire du massif jurassien
  - Site Web : Site CBNFC-ORI.
- Conservatoire botanique national de Corse, service de l'Office de l'environnement de la Corse, agréé en 2008
  - Zone de compétence : Corse
  - Site Web : Site CBN Corse.
- Conservatoire botanique national sud-atlantique, créé en 2006 (syndicat mixte), agréé en 2008
  - Zone de compétence : Aquitaine (Dordogne, Gironde, Landes, Lot-et-Garonne, Pyrénées-Atlantiques en dehors de la zone géographique du massif des Pyrénées, Poitou-Charentes.
  - Site Web : Site CBN sud-atlantique.

Les Conservatoire et jardins botaniques de Nancy ont été agréés comme Conservatoire botanique national de Nancy de 1990 à fin 2001 pour les régions Alsace, Champagne-Ardenne et Lorraine, mais ne font plus partie aujourd'hui du réseau des CBN.
Un projet de CBN de Normandie doit ouvrir pour la rentrée 2025 dans l'ancien institut botanique du jardin des plantes de Caen.

## Les conservatoires botaniques émergents
- Le Conservatoire botanique des Iles de Guadeloupe
- Conservatoire botanique de Guyane, à l'étude au sein de l'Office de la Biodiversité Amazonienne de Guyane
- Conservatoire botanique de Nouvelle-Calédonie, créé en 2006 (association)
- Pôle Lorrain du futur CBN Nord-Est créé en 2013 (association)
- Conservatoire botanique d'Alsace

## Sources
- Code de l'environnement
- Décret no 2004-696 du 8 juillet 2004 modifiant le code de l'environnement et relatif aux conservatoires botaniques nationaux (abrogé)
- Fédération des conservatoires botaniques nationaux